# Anomalisipho altus
Anomalisipho altus is een soort in de klasse van de Gastropoda (Slakken).
Het dier komt uit het geslacht Anomalisipho en behoort tot de familie Buccinidae. Anomalisipho altus werd in 1848 beschreven door S. Wood.